# L'Hôme-Chamondot

L'Hôme-Chamondot este o comună în departamentul Orne, Franța. În 1 ianuarie 2022 avea o populație de 260 de locuitori.